# Sillhövda landskommun
Sillhövda landskommun var en tidigare kommun i Blekinge län.

## Administrativ historik
Kommunen inrättades som landskommun i Sillhövda socken i Östra härad i Blekinge när 1862 års kommunalförordningar trädde i kraft.
Vid den landsomfattande kommunreformen 1952 uppgick denna landskommun i Fridlevstads landskommun som sedan 1974 uppgick i Karlskrona stad.
Området tillhör sedan 1974 Karlskrona kommun.

## Politik

### Mandatfördelning i valen 1938-1946
| 11 | 8 | 6 |

| 24 |

| 10 | 10 | 5 |

| 25 |

| 8 | 7 | 3 | 2 |

| 19 |